# Saint-Julien-sous-les-Côtes

Saint-Julien-sous-les-Côtes este o comună în departamentul Meuse din nord-estul Franței. În 2010 avea o populație de 127 de locuitori.

## Evoluția populației
| An        | 1975 | 1982 | 1990 | 1999 | 2006 | 2010 |
| --------- | ---- | ---- | ---- | ---- | ---- | ---- |
| Populație | 105  | 122  | 132  | 139  | 129  | 127  |